# Колбановский, Юлий Абрамович
Юлий Абрамович Колбановский (10 октября 1924, Москва — 7 декабря 2017, Москва) — советский и российский учёный-химик, участник Великой Отечественной войны, лауреат премии имени В. Н. Ипатьева. Заслуженный деятель науки Российской Федерации (1998).

## Биография
Родился 10 октября 1924 года в Москве, в семье Абрама Вульфовича Колбановского, заведующего сектором социально-экономической литературы Отдела пропаганды книги. Дядя — купец первой гильдии Арон Вульфович Колбановский, основатель витебской табачной фабрики.
В 1941—1942 годах работал учеником сборщика-механика, а затем бригадиром на заводе № 353 им. Дзержинского Наркомата Вооружения СССР в Томске. Затем учился в Тульском оружейно-техническом училище имени Тульского пролетариата, которое в 1941 году было эвакуировано в Томск. В 1943—1945 годах участвовал в Великой Отечественной войне в составе 38-й армии Воронежского фронта (затем — 1-го Украинского, затем 4-го Украинского фронта). Участвовал в сражении на Курской дуге, дослужился до воинского звания инженера-капитана. В настоящее время (2017 г.) — майор запаса.
После демобилизации исполнял обязанности инженера в геофизической лаборатории сектора № 6 Всесоюзного института минерального сырья Мингеологии СССР и учился в школе рабочей молодежи, закончив её с золотой медалью (это была единственная золотая медаль среди выпускников школ рабочей молодежи).
В 1952 году — окончил химический факультет МГУ, специальность «физическая химия».
С 1952 года и по настоящее время работает в ИНХС РАН (ранее Институт нефти АН СССР).
В 1961 году — защитил кандидатскую, а в 1969 году — докторскую диссертации по радиационной химии.
В 1976 году организовал и возглавил лабораторию физико-химии импульсных процессов, не имеющую аналогов в России и за рубежом. В этой лаборатории был проведен комплекс обширных исследований химических реакций в условиях импульсного сжатия. Одновременно разрабатывалась аппаратура для лабораторных исследований и химической промышленности.
В 1983 году — утвержден в звании профессора по специальности «Физическая химия».

### Научная деятельность
В течение ряда лет работал в области исследования влияния ядерных излучений на химические реакции.
Им предложена и развита радикально-карбеновая концепция механизма пиролитических превращений углеводородов и их галоидопроизводных, объединившая представления о радикально-цепном и карбеновом механизме реакций. При использовании созданной под его руководством новой экспериментальной техники впервые в 1992—1996 гг. при пиролизе фторолефинов, фторированных трехчленных циклов и ряда других соединений обнаружены интермедиаты бирадикальной природы — предшественники карбеновых структур. Установлена важная роль бирадикальных интермедиатов в детальном механизме ряда реакций.
В 1996 году вместе с коллегами впервые на примере метиленциклопропана удалось спектрально наблюдать равновесие между кекулевской и некекулевской структурами углеводорода. Их статьи по этой тематике получили премию МАИК за 1996 год.
Ю. А. Колбановский был в числе первых в мире ученых, применивших ЭВМ для анализа альтернативных механизмов сложных химических реакций. Им были развиты новые алгоритмы расчета аррениусовских параметров и определения теплового эффекта реакций; рассмотрена проблема параметрической чувствительности уравнений химической кинетики; созданы теоретические основы расчета закалочных устройств. Международное признание этих работ выразилось в их включении в справочное руководство «Handbook of Heat and mass transfer» (США, 1989).
Ю. А. Колбановским был установлен детальный механизм синтеза ряда мономеров для фторполимеров и фторкаучуков, построены математические модели этих процессов в условиях импульсов высоких давлений и температур. Эти результаты были использованы при совершенствовании действующих производств (Кирово-Чепецк) и создании основ перспективных экологически чистых технологий получения гексафторпропилена и хлороформа.
Ю. А. Колбановским развито оригинальное направление химической технологии — создание новых типов процессов и химических реакторов на базе энергетических установок — жидкостных ракетных двигателей и двигателей внутреннего сгорания, созданы их действующие образцы. Было создано несколько типов принципиально новых химических реакторов для проведения термических процессов в импульсном режиме как для лабораторных исследований, так и для реализации новых технологий. В этих реакторах частота следования импульсов является новым параметром управления химическим процессом, определяющим глубину превращения и селективность пиролиза (1990).
В 1995—1996 гг. под научным руководством Ю. А. Колбановского разработан и запатентован (совместно с ОИВТ РАН) процесс парциального окисления метана воздухом в реакторе на базе дизельного двигателя с целью получения синтез-газа. Процесс предназначен для получения метанола непосредственно на магистральных газопроводах в районах вечной мерзлоты. Он принят для реализации в РАО «Газпром».
Важное значение для теории и практики имеет цикл работ Ю. А. Колбановского 1989—1996 гг., связанный с уничтожением токсичных и супертоксичных органических веществ и их композиций (включая ОВ). Ряд оригинальных приемов с использованием новых химических реакторов на базе дизельных двигателей и жидкостных ракетных двигателей малой тяги позволил достичь рекордных степеней превращения (99,999999 %).
Ю. А. Колбановский руководил группой технологических решений и технического риска при государственной экологической экспертизе Сургутского НХК (1990), был председателем Госкомиссии по экологической экспертизе опытно-промышленного производства озонобезопасных хладонов (1993).
Автор более 250 научных работ и изобретений, запатентованных в России и за рубежом.
Под его руководством защищено 17 кандидатских и одна докторская диссертация.

## Награды
- Орден Отечественной войны II степени
- Орден Красной Звезды
- Медаль «За боевые заслуги»
- Премия имени В. Н. Ипатьева (2003) — за серию работ «Разработка научных основ и энергосберегающих технологий получения полупродуктов для каталитического синтеза и экологически чистого уничтожения высокотоксичных и супертоксичных органических отходов при высоких давлениях и температурах в химических реакторах нового типа на базе энергетических установок»
- Орден Дружбы РФ (2004)
- Орден Почета РФ (2005)